# Награды нацистской Германии
Награды Нацистской Германии - награды, вручавшиеся правительством Нацистской Германии своим и иностранным гражданам за особые заслуги перед режимом Гитлера. 
Награды являлись общенациональными (при том что до прихода к власти нацистов все награды носили сугубо территориальный характер — вручались правителями земель). В период существования Нацистской Германии (1933 - 1945) была разработана новая наградная система, в которой традиционные награды претерпели изменения в соответствии с новой атрибутикой. До начала Второй мировой войны Гитлер лично назначал и вручал все виды наград, затем это право было передано в войска различным уровням командного состава. Такие награды, как Рыцарский крест, фюрер вручал лично, либо это делали высшие командиры.

## Боевые награды

### Кресты
- Железный крест
  - Железный крест 1-го Класса
    - Накладка на орденскую ленту к Железному кресту 1-го класса

  - Железный крест 2-го Класса
    - Накладка на орденскую ленту к Железному кресту 2-го класса
- Большой крест
- Рыцарский крест
  - Рыцарский крест с дубовыми листьями
  - Рыцарский крест с дубовыми листьями и мечами
  - Рыцарский крест с дубовыми листьями, мечами и бриллиантами
  - Рыцарский крест с золотыми дубовыми листьями, мечами и бриллиантами
- Немецкий крест
  - Немецкий крест с золотым кругом внутри
  - Немецкий крест с серебряным кругом внутри
- Испанский крест
- Крест Славы легиона «КОНДОР»
- Крест Военных заслуг
  - Крест «Военных заслуг» 1-го класса
  - Крест «Военных заслуг» 2-го класса
- Почётный крест за мировую войну 1914—1918
- Золотой Рыцарский крест «Военных заслуг»
- Данцигский крест

### Поощрительные награды
- Почётная пряжка на ленте для сухопутных войск
- Почётная пристёжка кригсмарине
- Почётная пристёжка люфтваффе

### Щиты
- Щит «Нарвик»
- Демянский щит
- Холмский щит
- Крымский щит
- Кубанский щит
- Щит «Варшава»
- Щит «Лорен»
- Щит «Дюнкерк»
- Щит «Балканы»
- Щит «Лапландия»

### Нагрудные знаки
- Нагрудный знак «За ранение»
- Знак «За ранение» легиона «КОНДОР»
- Нагрудный знак «За ранение 20 июля 1944 г.»
- Нагрудный штурмовой пехотный знак
  - «Пехотный штурмовой знак» для пехотных частей
  - «Пехотный штурмовой знак» для мотопехотных частей
- Нагрудный знак «За участие в общих штурмовых атаках»
- Планка «За ближний бой»
- Нагрудный знак «За танковую атаку»
- Танковый знак легиона «КОНДОР»
- Нагрудный знак «Армейский парашютист»
- Нагрудный знак «За борьбу с партизанами»
- Нагрудный знак «Наблюдатель аэростата»
- Нагрудный знак «Сухопутная зенитная артиллерия»
- Нагрудный знак «Военный водитель»
- Знак лётного состава
- Знак пилота
- Знак наблюдателя
- Совмещённый знак пилота и наблюдателя
- Знак стрелка и бортрадиста
- Знак стрелка и бортмеханика
- Знак лётчика-планериста
- Нагрудный знак парашютиста люфтваффе
- Почётный лётный знак
- Знак зенитной артиллерии ПВО ВВС
- Нагрудный знак люфтваффе «За наземный бой»
- Знак-планка за ближний бой для люфтваффе
- Знак-планка за танковое сражение для люфтваффе
- Нагрудный знак «За морской бой Люфтваффе»
- Почётная пряжка на ленте для люфтваффе
- Авиационные планки
  - Планка «Дневной истребитель»
  - Планка «Ночной истребитель»
  - Планка «Дальний дневной истребитель»
  - Планка «Дальний ночной истребитель»
  - Планка «Бомбардировщик»
  - Планка «Транспортная авиация»
  - Планка «Самолёт-разведчик»
  - Планка «Авиация наземной поддержки»
- Нагрудный знак «За Прорыв морской блокады»
- Нагрудный знак береговой артиллерии и зенитчиков ВМС
- Нагрудный знак для малых катеров и лодок
- Нагрудный знак для торпедных катеров
- Нагрудный знак для эскадренных миноносцев
- Нагрудный знак для минных тральщиков
- Нагрудный знак подводника
- Нагрудный знак подводника-фронтовика
- Нагрудный знак вспомогательных крейсеров
- Военный знак флота
- Военный знак морской артиллерии
- Нагрудный знак за дальний поход
- Почётная пряжка на ленте для кригсмарине

### Медали
- Оккупационные медали нацистской Германии:
  - Медаль «В память 13 марта 1938 года» Аншлюс-Медаль
  - Медаль «В память 1 октября 1938 года»
  - Медаль «В память 22 марта 1939 года»
- Медаль «За строительство военных укреплений» За Атлантический вал
- Медаль «За Африканскую кампанию»
- Медаль «За зимнюю кампанию на Востоке 1941/42» Восточная медаль
- Медаль «Голубой дивизион»
- Медаль «За выслугу лет в Вермахте»
- Медаль «За выслугу лет СС»
- Медаль «За отличную службу» полиции
- Медаль «За заслуги» ПВО

### Манжетные ленты, знаки, нашивки, кольца, кубки
- Манжетная лента «Крит»
- Манжетная лента «Африка»
- Манжетная лента «Мец 1944»
- Манжетная лента «Курляндия»
- Нарукавный знак «За уничтоженный танк»
- Нарукавный знак «Военный водитель»
- Нашивка «За уничтожение самолёта с земли»
- Нашивка снайпера
- Кольцо «Мёртвая голова»
- Почётный Кубок Люфтваффе
- Шеврон старого бойца

## Гражданские награды
- Почётный знак Немецкого Красного Креста
- Почётный знак «За заботу о немецком народе»
- Немецкий олимпийский почётный знак
- Почётный знак пожарных
- Почётный знак полицейских
- Почётный крест немецкой матери
- Германский орден
- Медаль «За военные заслуги»
- Орден Заслуг германского орла

## Партийные награды
- Золотой партийный знак НСДАП
- Медаль За выслугу лет в НСДАП
- Орден крови
- Почётный знак Кобург

## Награды для восточных народов
- Орден «За храбрость»
- Орден «За заслуги»